# Виборчий округ 147
Виборчий округ 147 — виборчий округ в Полтавській області. В сучасному вигляді був утворений 28 квітня 2012 постановою ЦВК №82 (до цього моменту існувала інша система виборчих округів). Окружна виборча комісія цього округу розташовується в приміщенні Миргородського районного будинку культури за адресою м. Миргород, вул. Гоголя, 141/1.
До складу округу входять місто Миргород, Диканський, Зіньківський, Миргородський, Решетилівський і Шишацький райони. Виборчий округ 147 межує з округом 151 на північному заході і на півночі, з округом 162 на північному сході, з округом 145 на сході, з округом 149 на півдні, з округом 150 на південному заході та з округом 148 на заході. Виборчий округ №147 складається з виборчих дільниць під номерами 530177-530242, 530560-530581, 530583, 530585-530604, 530780-530817, 530960, 530962, 530964-530982 та 531022-531039.

## Народні депутати від округу
| Ім'я                     | Фото | Партія         | Скликання | Дата набуття повноважень | Дата припинення повноважень |
| ------------------------ | ---- | -------------- | --------- | ------------------------ | --------------------------- |
| Сватков Леонід Борисович |      | КПУ            | 1-ше      | 15 травня 1990           | 10 травня 1994              |
| Кулініч Олег Іванович    |      | самовисуванець | 7-ме      | 12 грудня 2012           | 27 листопада 2014           |
| Кулініч Олег Іванович    |      | самовисуванець | 8-ме      | 27 листопада 2014        | 29 серпня 2019              |
| Кулініч Олег Іванович    |      | самовисуванець | 9-те      | 29 серпня 2019           |                             |

| Сватков Леонід Борисович |  | партія "За Єдину Україну" | 4-те | 14 травня 2002 |  |

## Результати виборів

### Парламентські

#### 2019
Кандидати-мажоритарники:
- Кулініч Олег Іванович (самовисування)
- Дудник Сергій Сергійович (Слуга народу)
- Ващенко Олександр Володимирович (Батьківщина)
- Ханко Анатолій Миколайович (Свобода)
- Сафонов Владислав Геннадійович (Опозиційна платформа — За життя)
- Мартосенко Євгеній Олексійович (самовисування)
- Кишкар Павло Миколайович (Народний рух України)
- Перепелиця Роман Миколайович (Європейська Солідарність)
- Галич Віктор Анатолійович (самовисування)
- Чорнобай Анатолій Миколайович (Сила і честь)
- Коваленко Юрій Миколайович (самовисування)
- Герасимчук Надія Анатоліївна (Опозиційний блок)
- Кеда Олександр Сергійович (самовисування)
- Нелюба Анатолій Миколайович (самовисування)
- Костенко Віктор Віталійович (самовисування)
- Кравчук Світлана Борисівна (самовисування)
- Мацак Оксана Олександрівна (самовисування)

#### 2014
Кандидати-мажоритарники:
- Кулініч Олег Іванович (самовисування)
- Коваленко Юрій Миколайович (Народний фронт)
- Капленко Валерій Ілліч (самовисування)
- Непийпа Леонід Антонович (самовисування)
- Ханко Анатолій Миколайович (самовисування)
- Муха Станіслав Володимирович (Українська народна партія)
- Ващенко Олександр Володимирович (Радикальна партія)
- Кавун Олег Миколайович (самовисування)
- Білоножко Віталій Васильович (Батьківщина)
- Кулініч Володимир Володимирович (самовисування)
- Гончаренко Олександр Анатолійович (Правий сектор)
- Онищенко Володимир Олександрович (самовисування)
- Баришполець Борис Володимирович (Сильна Україна)
- Кулініч Олег Олександрович (самовисування)
- Семенець Михайло Васильович (Комуністична партія України)
- Гилюн Людмила Вікторівна (Солідарність жінок України)
- Сиверин Олександр Миколайович (самовисування)
- Кулага Валерій Олександрович (самовисування)
- Руденко Геннадій Борисович (самовисування)
- Канівець Вадим Ілліч (самовисування)
- Петренко Віктор Віталійович (самовисування)

#### 2012
Кандидати-мажоритарники:
- Кулініч Олег Іванович (самовисування)
- Коваленко Юрій Миколайович (Батьківщина)
- Масенко Олександр Миколайович (Комуністична партія України)
- Кавун Олег Миколайович (самовисування)
- Андреєв Віталій Миколайович (самовисування)

## Явка
Явка виборців на окрузі: